# Danh sách kênh YouTube có lượt xem nhiều nhất
Đây là danh sách những kênh có tổng lượt xem nhiều nhất trên nền tảng  YouTube.

## Kênh hàng đầu
| Xếp hạng                         | Kênh                                              | Link | Network                               | Lượt xem (tỷ) | Thể loại | Quốc gia    | Ngôn ngữ chính           |
| -------------------------------- | ------------------------------------------------- | ---- | ------------------------------------- | ------------- | -------- | ----------- | ------------------------ |
| 1                                | T-Series                                          | Link | T-Series                              | 260.12        | Âm nhạc  | Ấn Độ       | Tiếng Hindi              |
| 2                                | Cocomelon - Nursery Rhymes                        | Link | Moonbug Entertainment                 | 185.07        | Giáo dục | Hoa Kỳ      | Tiếng Anh                |
| 3                                | SET India                                         | Link | Sony Pictures Networks India          | 166.26        | Giải trí | Ấn Độ       | Tiếng Hindi              |
| 4                                | Sony SAB                                          | Link | Sony Pictures Networks India          | 116.65        | Giải trí | Ấn Độ       | Tiếng Hindi              |
| 5                                | Kids Diana show                                   | Link | AIR                                   | 104.27        | Giải trí | Ukraina     | Tiếng Anh                |
| 6                                | Like Nastya                                       | Link | Yoola                                 | 101.91        | Giải trí | Nga         | Tiếng Nga và Tiếng Anh   |
| 7                                | Vlad and Niki                                     | Link | —                                     | 92.27         | Giải trí | Hoa Kỳ      | Tiếng Anh                |
| 9                                | WWE                                               | Link | WWE                                   | 85.85         | Thể thao | Hoa Kỳ      | Tiếng Anh                |
| 10                               | Colors TV                                         | Link | Viacom 18                             | 71.98         | Giải trí | Ấn Độ       | Tiếng Hindi              |
| 11                               | Toys and Colors                                   | Link | —                                     | 67.73         | Giải trí | Hoa Kỳ      | Tiếng Anh                |
| 12                               | Zee Music Company                                 | Link | Zee Entertainment Enterprises Limited | 67.62         | Âm nhạc  | Ấn Độ       | Tiếng Hindi              |
| 13                               | Movieclips                                        | Link | Movieclips                            | 62.53         | Phim ảnh | Hoa Kỳ      | Tiếng Anh                |
| 14                               | netd müzik                                        | Link | netd.com                              | 61.61         | Âm nhạc  | Thổ Nhĩ Kỳ  | Tiếng Thổ Nhĩ Kỳ         |
| 15                               | El Reino Infantil                                 | Link | Leader Music                          | 61.12         | Âm nhạc  | Argentina   | Tiếng Tây Ban Nha        |
| 16                               | Ryan's World                                      | Link | PocketWatch                           | 57.89         | Giải trí | Hoa Kỳ      | Tiếng Anh                |
| 17                               | ABS-CBN Entertainment                             | Link | ABS-CBN                               | 55.20         | Giải trí | Philippines | Tiếng Filipino           |
| 21                               | ChuChu TV Nursery Rhymes & Kids Songs             | Link | ChuChu TV                             | 51.48         | Giáo dục | Ấn Độ       | Tiếng Hindi và Tiếng Anh |
| 25                               | Wave Music                                        | Link | N/A                                   | 42.92         | Âm nhạc  | Ấn Độ       | Tiếng Bhojpur            |
| 28                               | Little Baby Bum - Nursery Rhymes & Kids Songs     | Link | —                                     | 40.67         | Giáo dục | Anh Quốc    | Tiếng Anh                |
| 22                               | Super Simple Songs - Kids Songs                   | Link | —                                     | 51.25         | Giáo dục | Canada      | Tiếng Anh                |
| 33                               | Canal KondZilla                                   | Link | ONErpm                                | 38.37         | Âm nhạc  | Brasil      | Tiếng Bồ Đào Nha         |
| 32                               | WorkpointOfficial                                 | Link | Workpoint Entertainment               | 38.70         | Giải trí | Thái Lan    | Tiếng Thái               |
| 29                               | Маша и Медведь                                    | Link | LetsonCorp                            | 40.60         | Phim Ảnh | Nga         | Tiếng Nga                |
| 23                               | Pinkfong Baby Shark - Kids' Songs & Stories       | Link | SmartStudy                            | 45.40         | Giáo dục | Hoa Kỳ      | Tiếng Anh                |
| 26                               | YRF                                               | Link | YRF                                   | 41.67         | Âm nhạc  | Ấn Độ       | Tiếng Hindi              |
| 40                               | LooLoo Kids - Nursery Rhymes and Children's Songs | Link | —                                     | 34.93         | Âm nhạc  | Hoa Kỳ      | Tiếng Anh                |
| 48                               | Justin Bieber                                     | Link | —                                     | 32.71         | Âm nhạc  | Canada      | Tiếng Anh                |
| 47                               | Ed Sheeran                                        | Link | —                                     | 32.73         | Âm nhạc  | Anh Quốc    | Tiếng Anh                |
| 30                               | Tips Official                                     | Link | —                                     | 39.46         | Giải trí | Ấn Độ       | Tiếng Hindi              |
| 36                               | Infobells - Hindi                                 | Link | Infobelle Interactive Solution        | 36.58         | Giáo dục | Ấn Độ       | Tiếng Hindi              |
| 38                               | Taylor Swift                                      | Link | —                                     | 35.91         | Âm nhạc  | Hoa Kỳ      | Tiếng Anh                |
| 18                               | Har Pal Geo                                       | Link | Geo Entertainment                     | 55.16         | Giải trí | Pakistan    | Tiếng Urdu               |
| 24                               | LankyBox                                          | Link |                                       | 43.73         | Trò chơi | Hoa Kỳ      | Tiếng Anh                |
| 50                               | Sony Music India                                  | Link | Sony Pictures Networks India          | 32.35         | Âm nhạc  | Ấn Độ       | Tiếng Hindi              |
| 37                               | BLACKPINK                                         | Link | YG Entertainment                      | 36.34         | Âm nhạc  | Hàn Quốc    | Tiếng Hàn                |
| 20                               | ARY Digital HD                                    | Link | ARY Digital Entertainment             | 52.04         | Giải trí | Pakistan    | Tiếng Urdu               |
| 42                               | T-Series Bhakti Sagar                             | Link | —                                     | 34.36         | Âm nhạc  | Ấn Độ       | Tiếng Hindi              |
| Tính đến ngày 8 tháng 7 năm 2024 |                                                   |      |                                       |               |          |             |                          |